# Forges-sur-Meuse
Forges-sur-Meuse är en kommun i departementet Meuse i regionen Grand Est (tidigare regionen Lorraine) i nordöstra Frankrike. Kommunen ligger i kantonen Montfaucon-d'Argonne som tillhör arrondissementet Verdun. År 2022 hade Forges-sur-Meuse 122 invånare.

## Befolkningsutveckling
Antalet invånare i kommunen Forges-sur-Meuse
| Referens: INSEE |